# 311 South Wacker Drive
311 South Wacker Drive je mrakodrap v Chicagu ve státě Illinois (USA). Má 65 pater a tyčí se do výšky 293 m. Je 6. nejvyšší mrakodrap ve městě a patří mezi 20 nejvyšších budov ve Spojených státech. Výstavba začala v roce 1988 a trvala do roku 1990. Stavbu navrhl architekt Kohn Pederson Fox. Nachází se v ulici South Wacker Drive, podle které se tak i jmenuje.